# خیل‌لی
خیل‌لی (به ترکی آذربایجانی: Xıllı) یک منطقه مسکونی در جمهوری آذربایجان است که در شهرستان نفت‌چاله واقع شده است. خیل‌لی ۳۹۴۱ نفر جمعیت دارد. 